# Olivětín

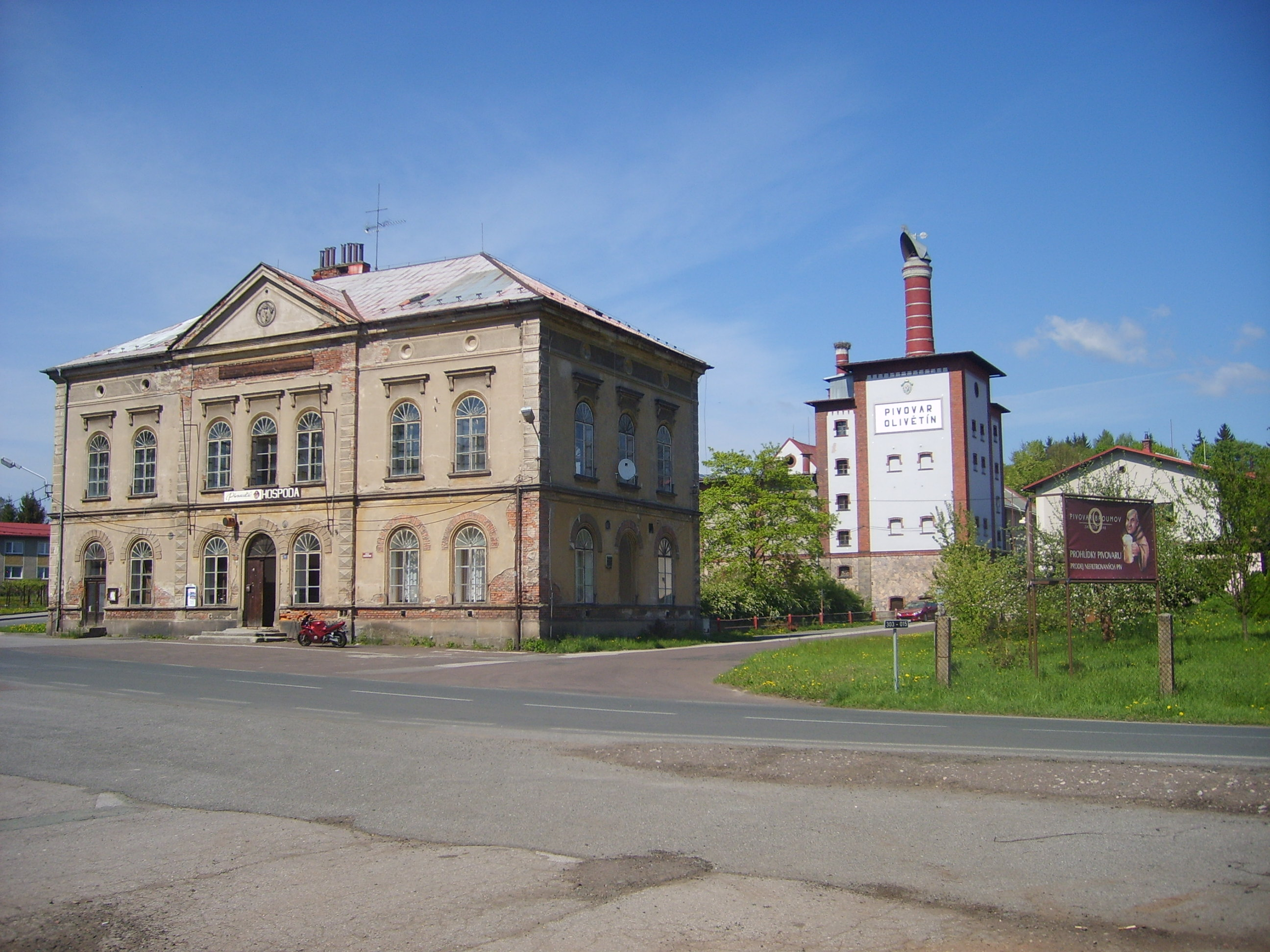
Brauerei

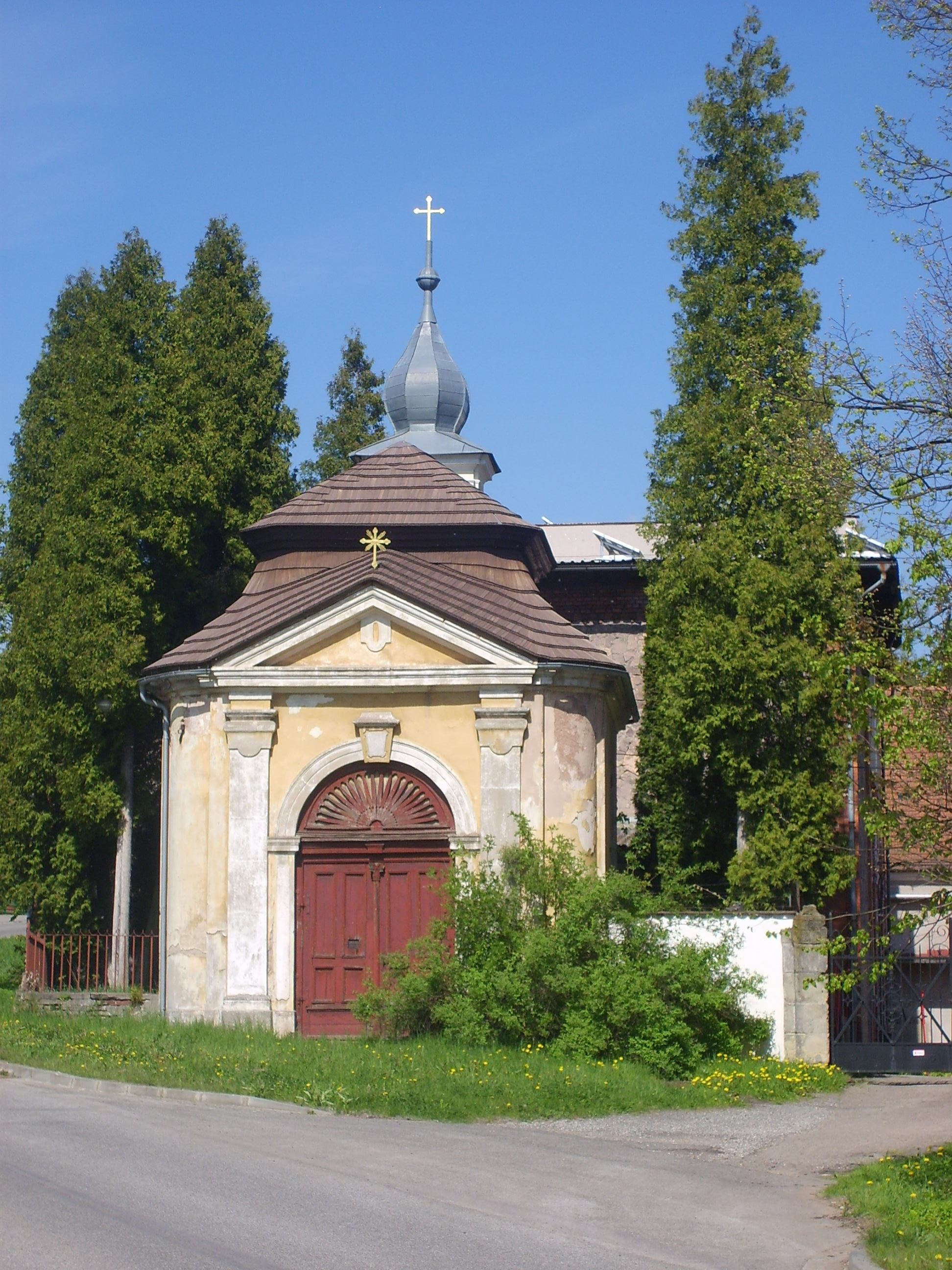
Kapelle der Schmerzhaften Mutter Gottes

Olivětín (deutsch Ölberg, früher Oelberg) ist ein Ortsteil der Stadt Broumov in Tschechien. Er liegt nördlich des Stadtzentrums von Broumov und gehört zum Okres Náchod.

## Geographie
Olivětín erstreckt sich von der Mündung des Heřmánkovický potok (Hermsdorfer Bach) flussabwärts im Tal der Stěnava (Steine), der im Ort auch der Kravský potok (Kuhbach) und der Svinský potok (Saubach) zufließen. Durch Olivětín führen die Bahnstrecke Meziměstí–Ścinawka Średnia sowie die Staatsstraße II/303 zwischen Broumov und Janovičky. Im Ort befinden sich die Teiche Břídlo und Pivovarský rybník. Nördlich erheben sich der Holý vrch (Kohlberg, 546 m n.m.), Supí vrch (Geyersberg, 541 m n.m.) und Kraví vrch (Kuhberg, 491 m n.m.), im Osten der Dvorský vrch (Hofeberg, 474 m n.m.), südöstlich der Plochý vrch (Teiberhöhe, 429 m n.m.), im Westen der Spořilov (Baderberg, 470 m n.m.) sowie nordwestlich der Mlýnský vrch (Steinberg, 521 m n.m.)
Nachbarorte sind Heřmánkovice und Cihelna im Norden, Benešov im Nordosten, Horní Poříčí (Obersand) im Osten, Velká Ves im Südosten, Broumov im Süden, Spořilov (Stumpfkolonie) im Südwesten, Hejtmánkovice im Westen sowie Hynčice im Nordwesten.

## Geschichte
Am Ölberg, einer zwischen Braunau und Hermsdorf gelegenen kleinen Erhebung über der Einmündung des Saubaches in die Steine, an der die Schweidnitzer Straße das Steinetal verließ, wurde 1601 eine hölzerne Wegekapelle errichtet. Hundert Jahre später wurde die Kapelle durch einen steinernen Bau ersetzt.
Zu Beginn des 18. Jahrhunderts entschloss sich das Stift Braunau zur Errichtung einer neuen Stiftsbrauerei außerhalb des Klostergeländes. Bis dahin war die Brauerei in den 1659 bis 1661 neuerbauten Wirtschaftsflügeln des Stifts untergebracht und war beim Klosterbrand von 1664 zerstört worden; nach erfolgtem Wiederaufbau wurde die Mälzerei durch den großen Stadtbrand von 1684 vernichtet.
Ein geeigneter Standort wurde in zwei Kilometer Entfernung vom Stift, nördlich der Vorstadt Obersand (Horní Poříčí) auf den Fluren des Großdorfer Klosterhofes am Ölberg an der Kreuzung des Großdorfer Weges mit der Schweidnitzer Straße gefunden. Der Bau der neuen Stiftsbrauerei Oelberg erfolgte in den Jahren 1712 bis 1714 auf einer kleinen Anhöhe linksseitig der Steine.
Während des Bauernaufstandes in der Stiftsherrschaft Braunau wurde die Stiftsbrauerei Oelberg am 22. August 1775 in Brand gesteckt, die Täter konnten nicht ermittelt werden. Wenig später wurde die Brauerei wieder aufgebaut. In der Folgezeit siedelten sich in der Umgebung der Brauerei auf Dominikalland im Steinetal weitere Betriebe an.
Im Jahre 1833 bestand die im Königgrätzer Kreis gelegene Ortschaft Oelberg aus acht Häusern, in denen 102 Personen lebten. Im Ort gab es eine Kapelle zur Schmerzhaften Mutter Gottes, ein herrschaftliches Bräuhaus, eine Branntweinbrennerei, eine Malzschrotmühle, einen herrschaftlichen Meierhof, eine Leinwandbleiche mit einer Walke und Mangel sowie zwei Teiche. Über die Steine führte eine gedeckte hölzerne Brücke. Gepfarrt war der Ort zur Braunauer Stadtkirche Peter und Paul.  Bis zur Mitte des 19. Jahrhunderts blieb Oelberg der Stiftsherrschaft Braunau untertänig.
Nach der Aufhebung der Patrimonialherrschaften bildete Oelberg/Olivětín ab 1849 einen Ortsteil der Gemeinde Großdorf im Gerichtsbezirk Braunau. Im Jahre 1868 wurde Oelberg dem Bezirk Braunau zugeordnet. 1856 errichtete das Unternehmen Benedict Schrolls Sohn, in der vom Stift gepachteten Bleiche und Appretur eine mechanische Weberei und Baumwollspinnerei. 1873 bis 1874 entstand ein Werkskrankenhaus für die Beschäftigen der Schrollschen Fabrik. 1877 errichtete Schroll in Oelberg eine Grundschule und einen Kindergarten. Im selben Jahre kaufte er die zwischen Oelberg und Hermsdorf gelegene Ziegelei und modernisierte sie, die Schrollsche Dampfziegelei deckte einen großen Teil des Ziegelbedarfes im Gerichtsbezirk ab. Josef von Schroll ließ auf seine Kosten zwischen Obersand und Oelberg eine Straße bauen.
Im Jahre 1875 wurde die Eisenbahnstrecke Chotzen-Halbstadt-Braunau in Betrieb genommen; 1888 erfolgte die Fertigstellung des Streckenabschnittes nach Mittelsteine. Bei der Schrollschen Dampfziegelei entstand der Bahnhof Hermsdorf-Oelberg. Seit dem Eisenbahnbau verhandelte die Stadtgemeinde Braunau mit der Gemeinde Großdorf über die Abtretung der westlich der Bahnstrecke gelegenen Großdorfer Fluren an die Stadt. 1882 wurden die ergebnislos gebliebenen Verhandlungen wegen der Abtretung von 50 Joch 546 Quadratklaftern wieder aufgenommen.
1881 wurde die Straße von Oelberg nach Hermsdorf fertiggestellt; im Jahr darauf die Straße nach Heinzendorf und Dittersbach, die 1884 noch bis Ruppersdorf fortgeführt wurde. Die Schweidnitzer Straße wurde 1885 zur Chaussee ausgebaut. 1886 übernahm der Bezirk Braunau von Josef von Schroll die Straße nach Obersand. 1889 wurde bei der Stiftsbrauerei Oelberg eine neue große Malzfabrik errichtet. Zwischen 1883 und 1907 erfolgten Regulierungen der Steine. Wegen der günstigen Verkehrsanbindung entwickelte sich der Industriestandort Ölberg zu Beginn des 20. Jahrhunderts immer mehr zur Vorstadt von Braunau. Im Ort wurde ein Post- und Telegrafenamt eingerichtet, dass bezeichnenderweise den Namen Braunau-Ölberg erhielt. Weitere Unternehmen waren die Eisengießerei Lang und der Ansichtskartenverlag Meißner. Nach der Gründung der Tschechoslowakei verlor Ölberg seinen Status als Ortsteil von Großdorf. Nach dem Münchner Abkommen wurde Ölberg im Herbst 1938 dem Deutschen Reich zugeschlagen und gehörte bis 1945 zum Landkreis Braunau. Nach dem Ende des Zweiten Weltkrieges kam Olivětín zur Tschechoslowakei zurück und die deutsche Bevölkerung wurde vertrieben. Die verstaatlichten Textilbetriebe in Velká Ves und Olivětín wurden 1949 zum Staatsbetrieb VEBA Broumov vereinigt. Durch den Zusammenschluss von Velká Ves und Broumov wurde auch Olivětín nach Broumov eingemeindet. Im Zuge der Gebietsreform von 1960 erfolgte die Aufhebung des Okres Broumov, seitdem gehört Olivětín zum Okres Náchod. Zwischen 1974 und 1975 entstand in der VEBA Olivětín die größte Jacquardweberei der Tschechoslowakei, die Webmaschinen lieferte das Schweizer Unternehmen Sulzer.
Olivětín ist seit 1980 als Ortsteil von Broumov ausgewiesen. 1991 hatte Olivětín 1149 Einwohner. Im Jahre 2001 bestand der Ortsteil aus 119 Wohnhäusern und hatte 1242 Einwohner.

## Ortsgliederung
Der Ortsteil Olivětín gliedert sich in die Grundsiedlungseinheiten Olivětín und U Stěnavy.
Olivětín ist Teil des Katastralbezirkes Broumov.

## Wirtschaft
Bedeutendste Unternehmen sind die VEBA Olivětín (ehemals Benedict Schrolls Sohn), heute eine Produktionsstätte der VEBA, textilní závody a.s in Velká Ves sowie die Brauerei Broumov.

### Brauerei Broumov
Seit 1714 wurde in Olivětín durch das Stift Braunau Bier gebraut, zuvor befand sich die Stiftsbrauerei in den Gebäuden des Stifts. Die Brauerei konkurrierte zeit ihres Bestehens mit den Braurechten der Stadt Braunau. Im Jahre 1786 lieferte die Stiftsbrauerei 4380 Eimer Bier an 30 Wirtshäuser in der Stiftsherrschaft sowie weitere 760 Eimer an die beiden städtischen Gasthäuser. 1937 wurden in der Stiftsbrauerei Ölberg 9786 hl Bier gebraut, in der Bürgerlichen Brauerei Braunau waren es 5760 hl.
1943 wurde die Bürgerliche Brauerei Braunau stillgelegt und in der Brauerei Ölberg unter dem Namen Bürgerliche Brauerei Braunau-Ölberg der gemeinschaftliche Braubetrieb durch die Stadt und das Stift aufgenommen. Die jährliche Bierproduktion wurde auf 23.000 hl erhöht. 1948 wurde die Brauerei verstaatlicht.
Lange Zeit wurden in Ölberg vor allem Dünnbiere mit einem Stammwürzegehalt von 3, 4 bzw. 7 °P sowie dunkles Schankbier gebraut; zu besonderen Anlässen wurde auch helles 12er hergestellt. Das dunkle Kaiserliches Märzenbier (Císařský březňák) mit 14 °P Stammwürze wurde 1890 und 1898 auf den Nahrungsgütermessen in Paris und Wien mit Goldmedaillen ausgezeichnet. Ab 1948 wurde 10er Bier hergestellt.
Heute produziert die Pivovar Broumov s.r.o. verschiedene Biere der Marke Olivětínský Opat.

## Sehenswürdigkeiten
- Biermuseum in der Brauerei
- Kapelle der Schmerzhaften Mutter Gottes, errichtet 1701 unter dem Abt Othmar Daniel Zinke anstelle eines hölzernen Vorgängerhauses. Der Bau wird vielfach Christoph Dientzenhofer zugeschrieben, der jedoch erst 1709 zum Klosterbaumeister ernannt wurde. Ihre heutige Gestalt erhielt sie beim Umbau von 1753. Den Hauptaltar bildet eine Kalvariengruppe, die aus der 1791 aufgehobenen Braunauer Kreuzkirche umgesetzt wurde. Hinter dem Altar befindet sich ein Relief Christus aus dem Ölberg vom Ende des 17. Jahrhunderts.[9]
- Schuttwald am Hang zur Stěnava
- Denkmal für Josef von Schroll, vor dem Werksgelände der VEBA Olivětín; der von Josef Plečnik geschaffene hohe Sockel aus weißem Marmor mit einer Büste stammt von Othmar Schimkowitz. Es wurde 1902 enthüllt und die Büste nach dem Zweiten Weltkrieg zerstört.

## Fossilienfunde

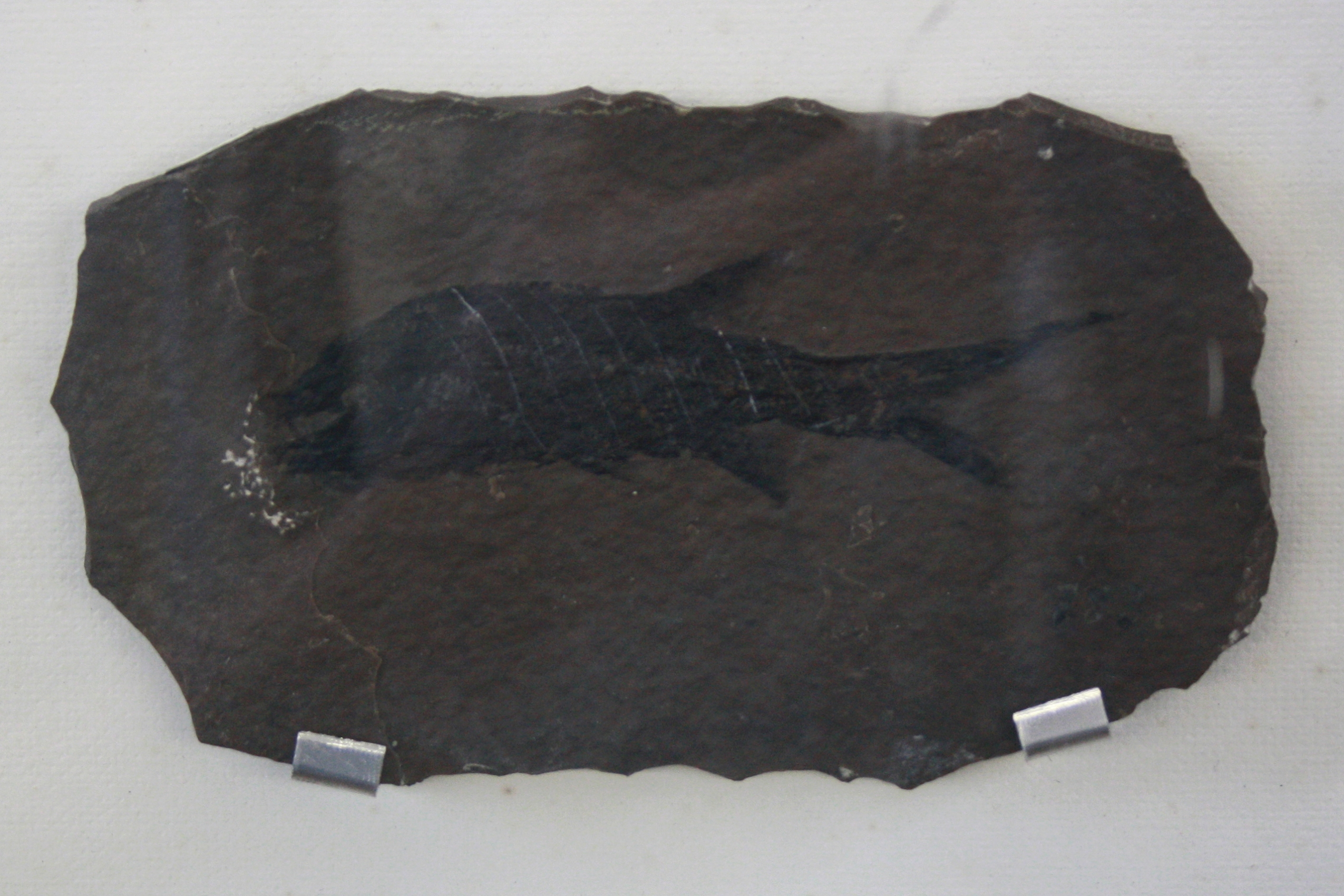
paramblypterus sp. aus Olivětín, Národní muzeum

Olivětín ist eine Fundstätte von Fossilien vorzeitlicher Wirbeltierarten, darunter des Apateon und des Paramblypterus.